# Martello

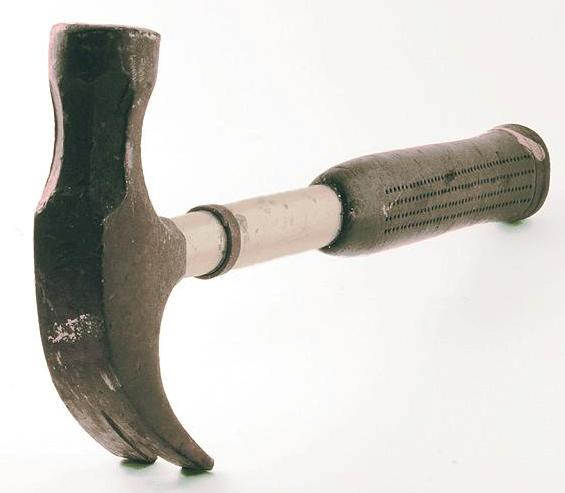
Un martello

Il martello (anche detto mazzetta se di piccole dimensioni) è uno strumento, molto spesso manuale, costituito da una testa appesantita fissata a un lungo manico che viene ruotato per colpire direttamente una piccola area di un oggetto. Questo può essere, ad esempio, piantare chiodi nel legno, modellare il metallo (come con una fucina) o frantumare la roccia. I martelli sono utilizzati per un'ampia gamma di applicazioni. Le discipline tradizionali includono falegnameria, fabbro, guerra e musicalità percussiva.
È stato uno strumento molto usato nel medioevo con diversi materiali e serviva per modellare le pietre. Nel XV secolo divenne utile per estrarre materie prime dal sottosuolo. A causa delle sue possibili capacità contundenti può anche essere utilizzato come arma contundente, come nel caso del martello d'arme.
Il martellamento è l'uso di un martello nella sua capacità di colpire, al contrario di fare leva con un artiglio secondario o afferrare con un gancio secondario.

## Caratteristiche
Il martello propriamente detto ha una massa che non supera il chilogrammo. Con masse maggiori si ha dapprima la mazzetta, ancora con manico corto, da impugnare con una mano sola, ma più grosso di quello del martello; per masse ancora più elevate si ha la mazza, con manico lungo e da impugnare con due mani. Utilizza una massa battente che fornisce energia cinetica, ed è innestata su un manico che funge da impugnatura; le parti principali possono essere così schematizzate:
- Bocca o testa, estremità del battente che colpisce;
- Occhio un foro nella massa su cui si incastra per il manico.
- Penna, solitamente più sottile della bocca, destinata ad operazioni complementari, quali estrarre il chiodo, lisciare, eccetera
- Manico, in legno, metallo o altri materiali è vincolato alla massa tramite l'occhio. La stabilità dell'innesto può essere migliorata conficcando all'interno di esso un chiodo o altro corpo estraneo.

## Tipologie
La massa del martello viene realizzata in diverse forme, a seconda dell'utilizzo specifico. Possiamo distinguere:
- Martello da carpentiere: specifico per l'assemblaggio delle casseforme con chiodi (inseriti mediante profilo presente sulla bocca), con un'estremità biforcuta scanalata per l'estrazione degli stessi durante il disarmo, disponibile in varie forme e dimensioni a seconda della regione o della nazione da cui prende origine.
- Martello da fabbro (mazza o in inglese sledgehammer)
- Martello da falegname: mazzuolo in legno per battere sugli scalpelli
- Martello da calzolaio; a testa arrotondata per battere sulle suole e sulle tomaie nella fase di incollaggio senza lasciare segni. L'estremità piatta serve invece a ridurre le pieghe della tomaia in fase di montaggio
- Martellina da muratore (maleppeggio)
- Martellina da saldatore, per asportare le scorie della saldatura elettrica
- Martello da carrozziere o lattoniere
- Martellino da tappezziere: leggero, con le estremità affusolate per chiodini o borchie
- Martellino da corniciaio
- Mazza: pesante martello per vari usi
- Martello da geologo
- Martello da alpinista
- Martello da cucina, per battere la carne
- Martelletto da medico, piccolo martello con la testa in gomma per saggiare i riflessi
- Martello da campeggiatore, con la testa in gomma per piantare picchetti e spesso un gancio sul manico per estrarli.
- Martelletto da giudice
- Martello forestale: usato per imprimere il simbolo del corpo forestale sugli alberi
- Bocciarda da scalpellino
- Martellina da scalpellino
- Mazza in legno, troncoconica, per scultore
- Martelletto d'emergenza, attrezzatura spesso presente sui mezzi pubblici per agevolare l'uscita dagli stessi in caso di incidente
- Martello cinetico: utilizzato per estrarre una pallottola dal bossolo, in sicurezza, senza danneggiare nessuna delle parti che compongono la cartuccia
- Martellino da skateboard: utilizzato per estrarre i cuscinetti che si rompono rimanendo incastrati nelle ruote

## Materiali utilizzati
La massa può essere di diversi materiali, a seconda dell'uso a cui è destinato il martello:
- Acciaio, materiale usato per i martelli più comuni
- Rame/berillio, utilizzati per la creazione di martelli antiscintilla
- Legno
- Gomma
- Plastica
- Piombo
- Resina sintetica

## Utilizzo del concetto
In altre accezioni, il termine martello è usato talvolta per indicare gli organi lavoranti integrati in determinate macchine o impianti e che, attraverso un'azione d'urto, provocano la frantumazione del materiale lavorato.
Con l'avvento dell'ideologia comunista, è divenuto (assieme alla falce che rappresenta l'agricoltura), al quale è ritratto incrociato, il simbolo del lavoro artigiano.

## Galleria d'immagini

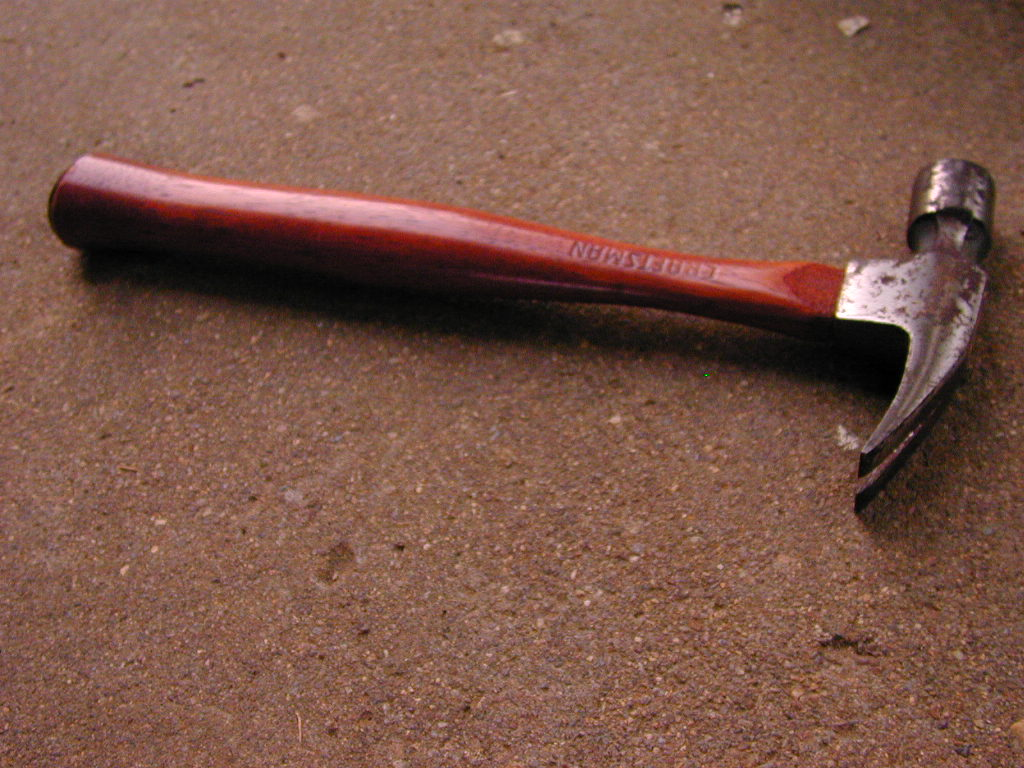
Martello da carpentiere
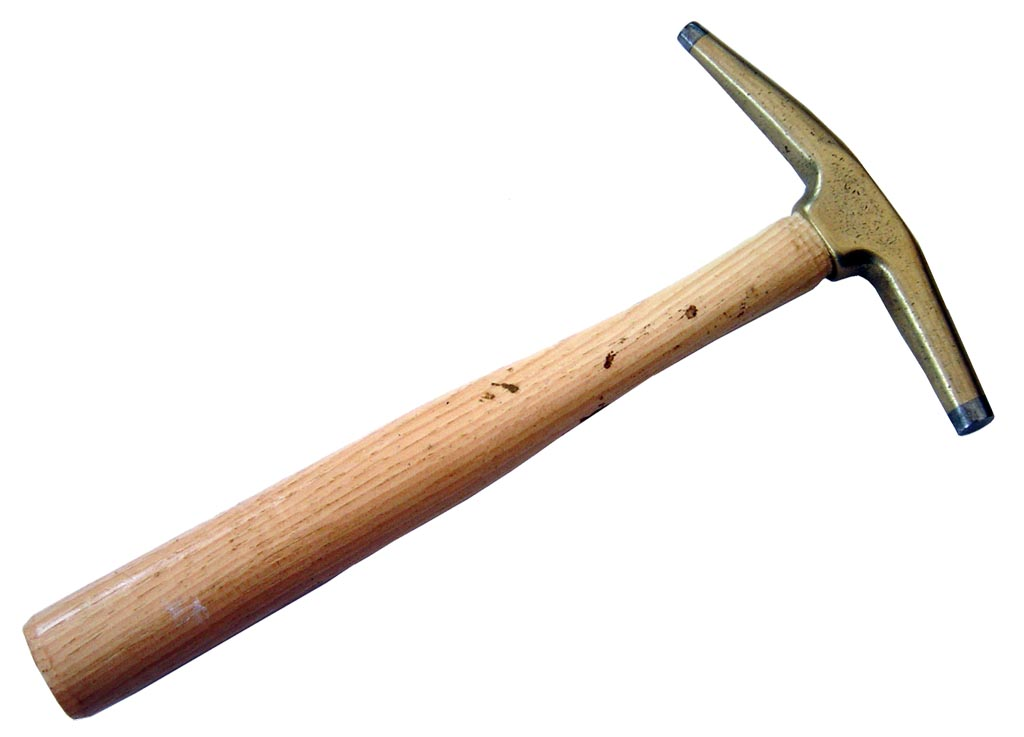
Martello da tappezziere
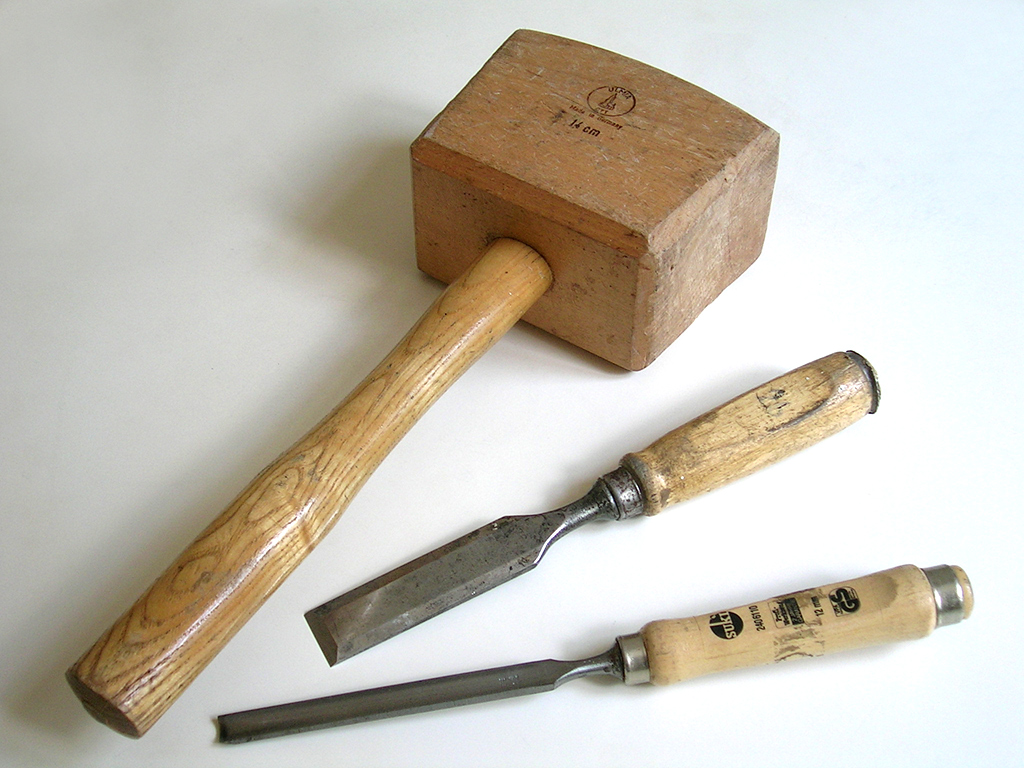
Martello da falegname
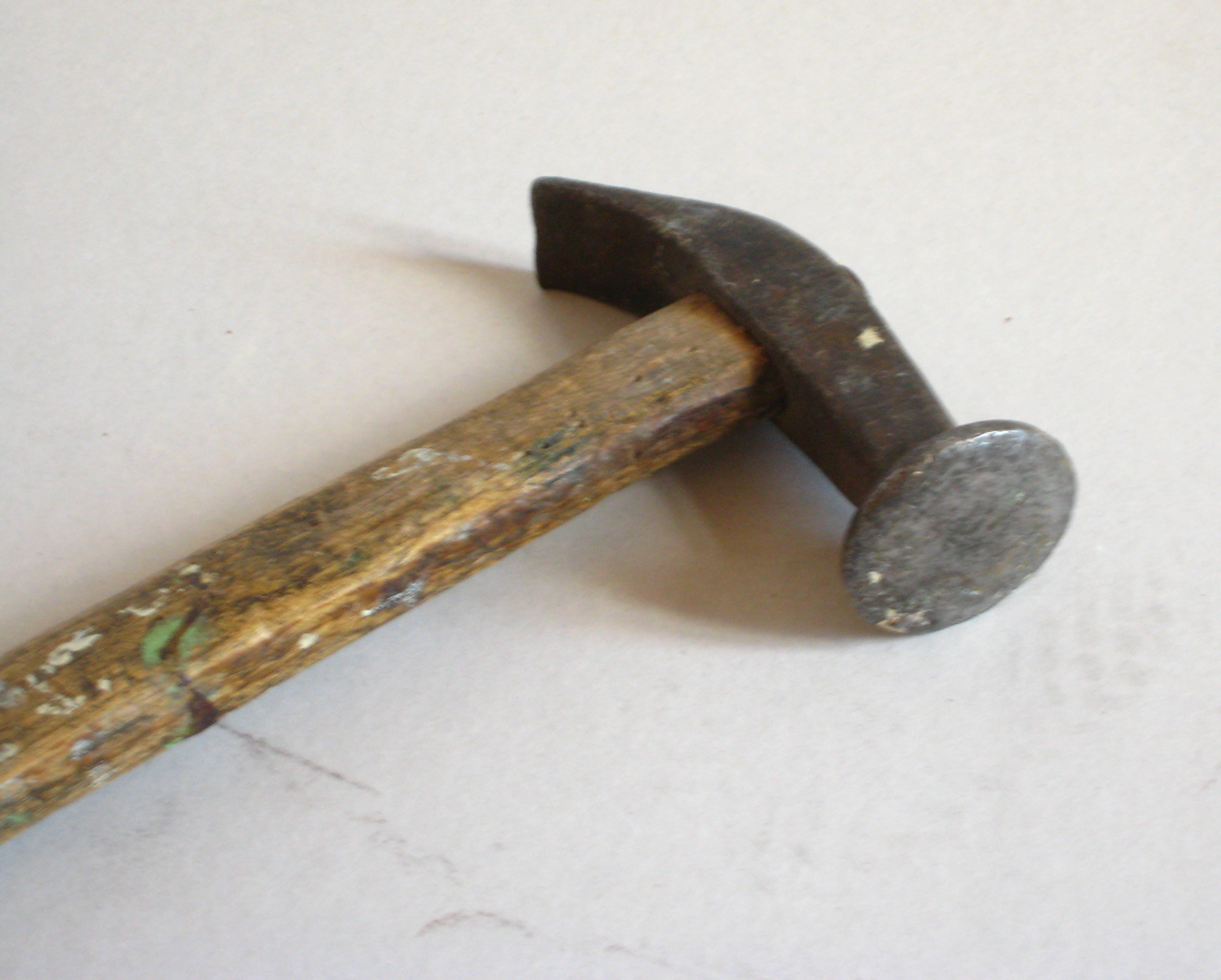
Martello da calzolaio
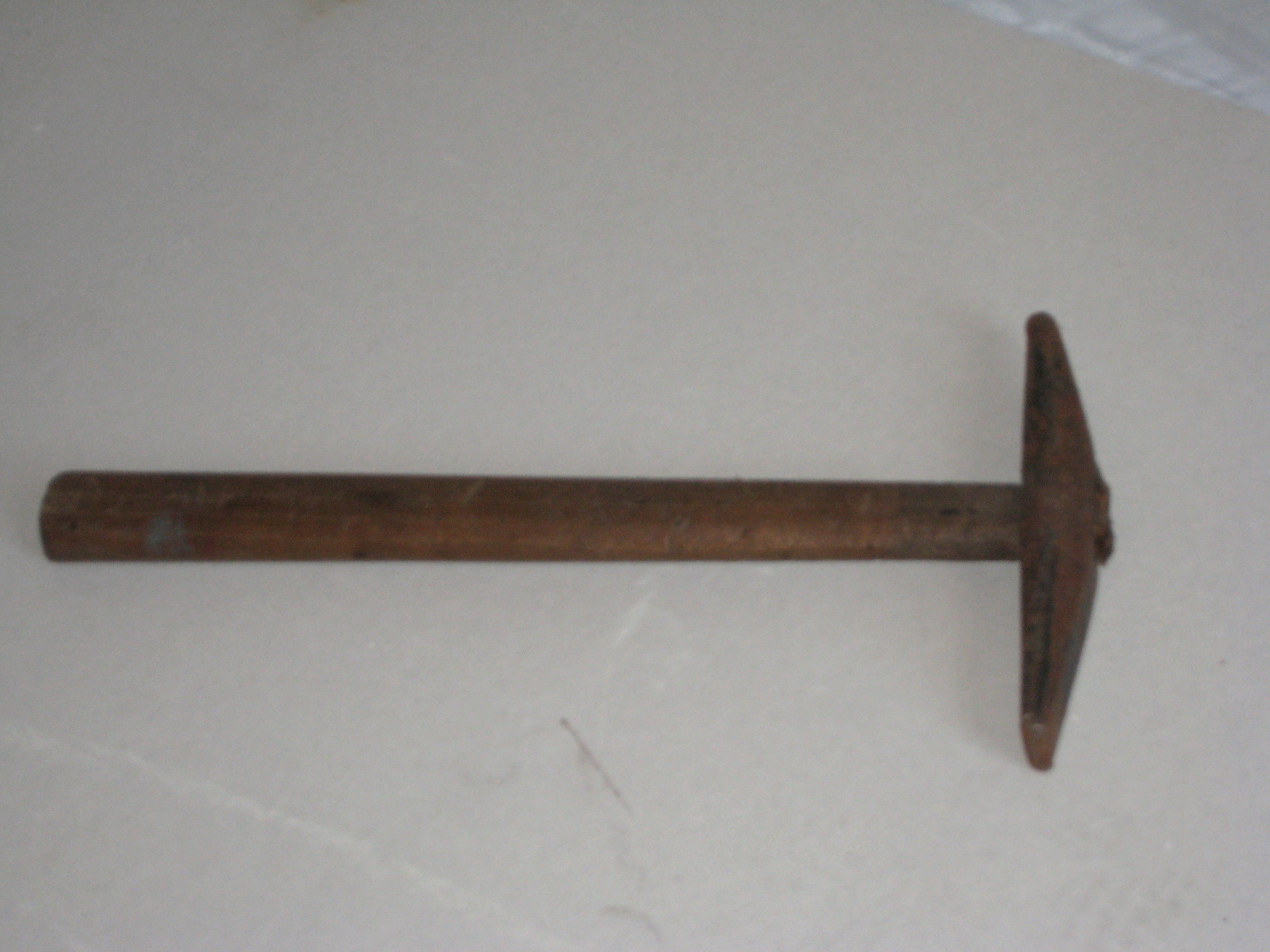
Martellina da saldatore
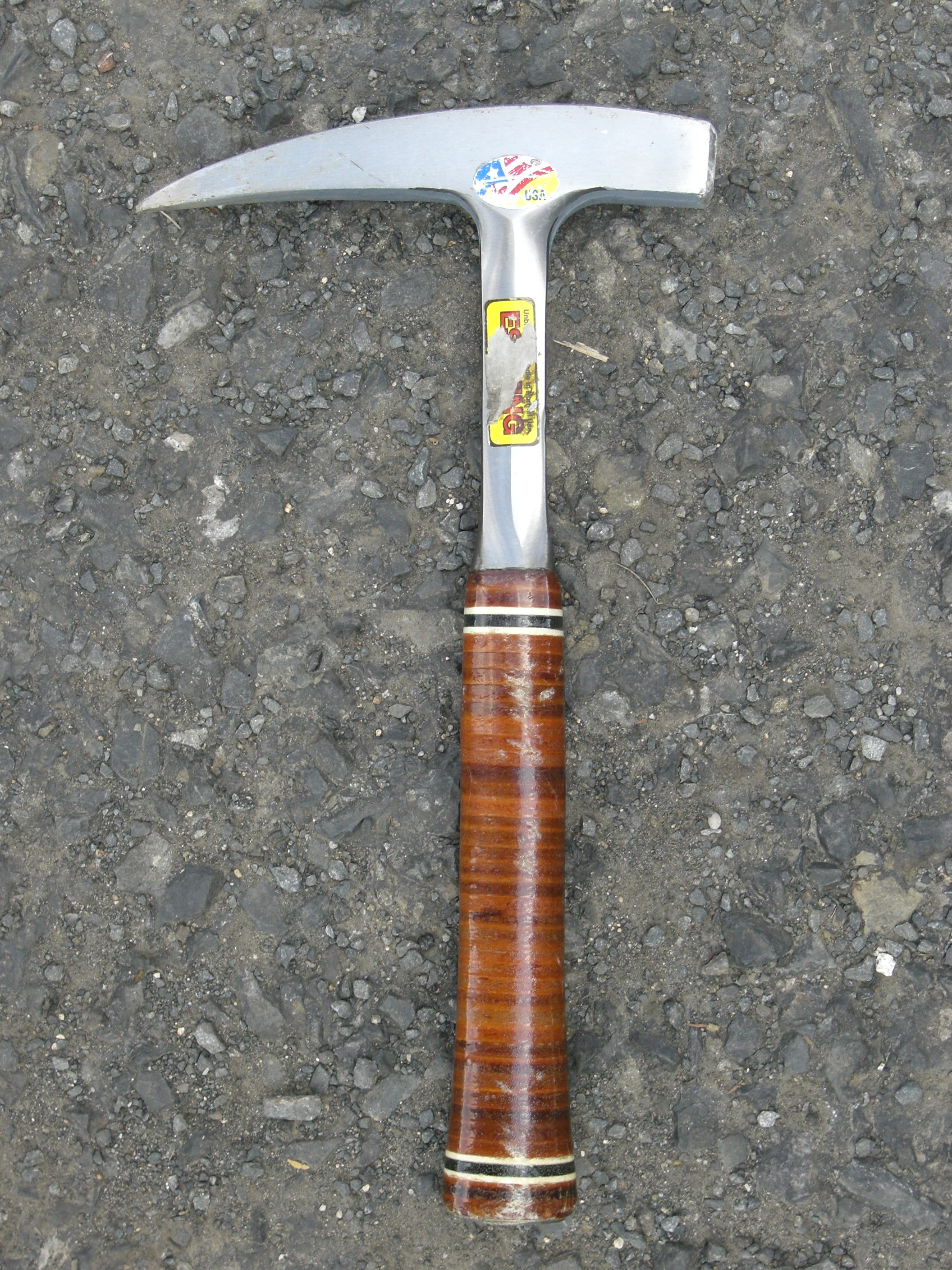
Martello da geologo
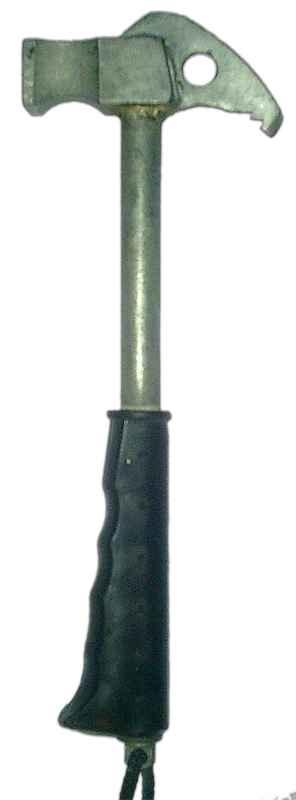
Martello da alpinista
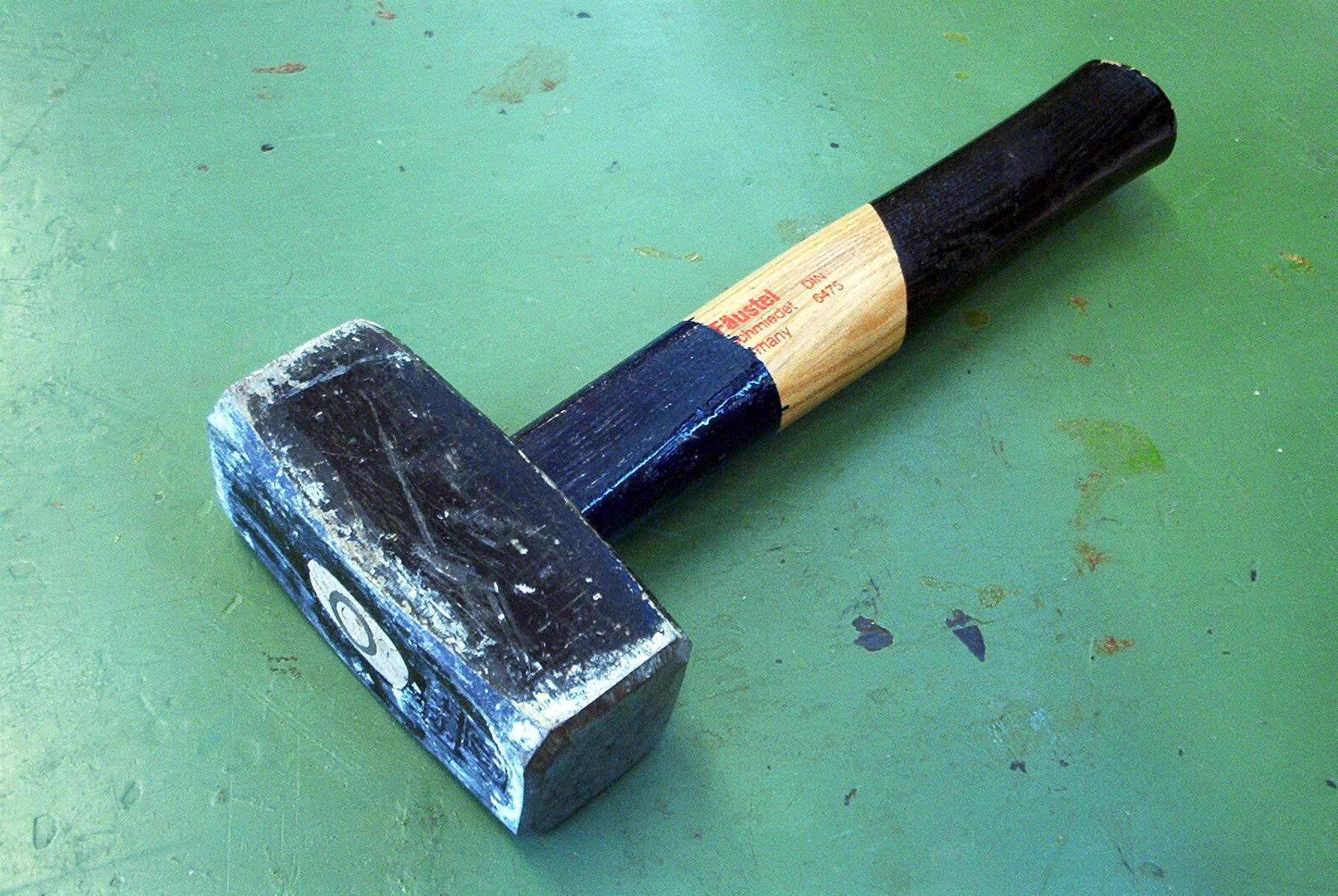
Mazzetta
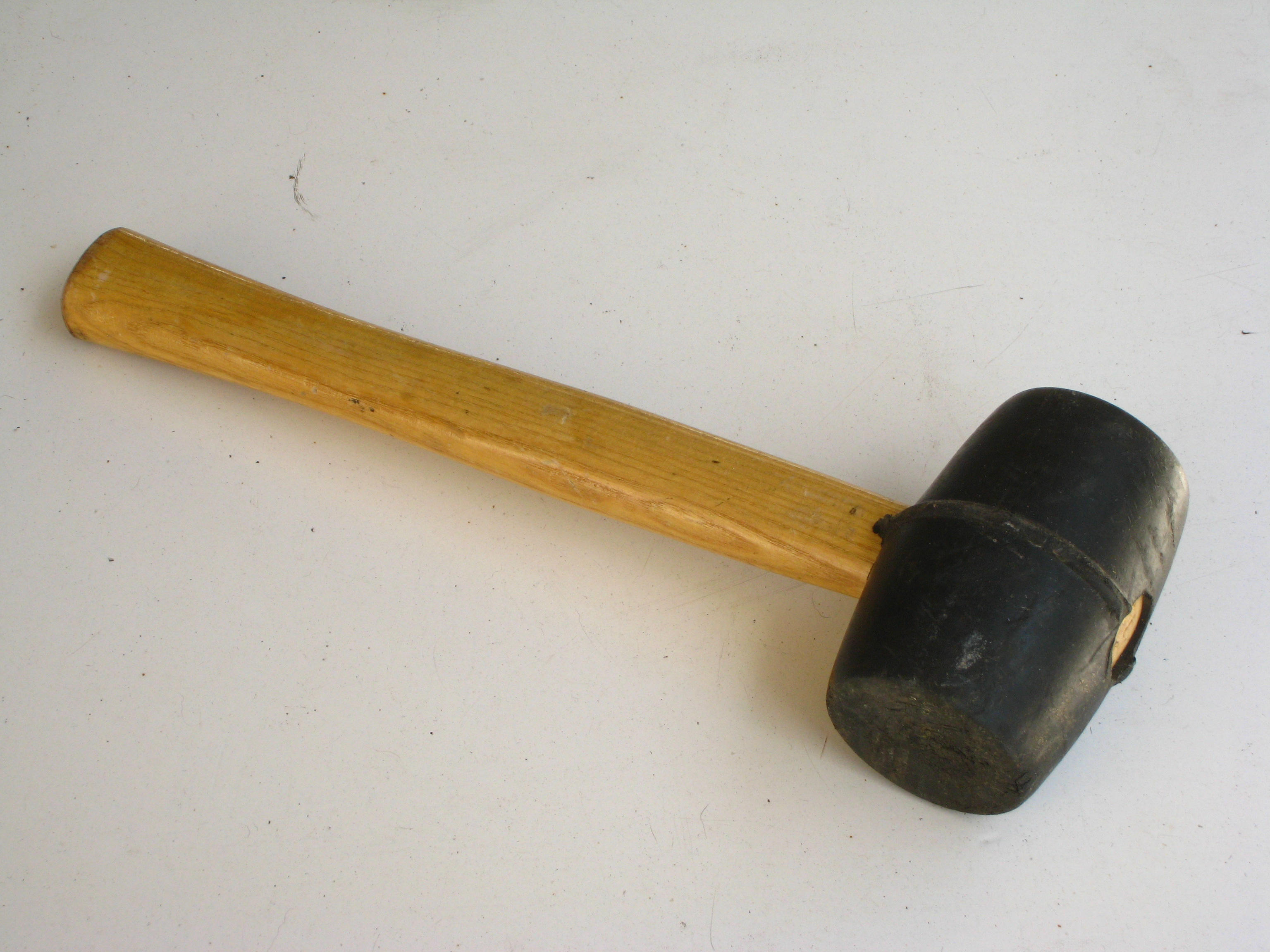
Martello da campeggiatore
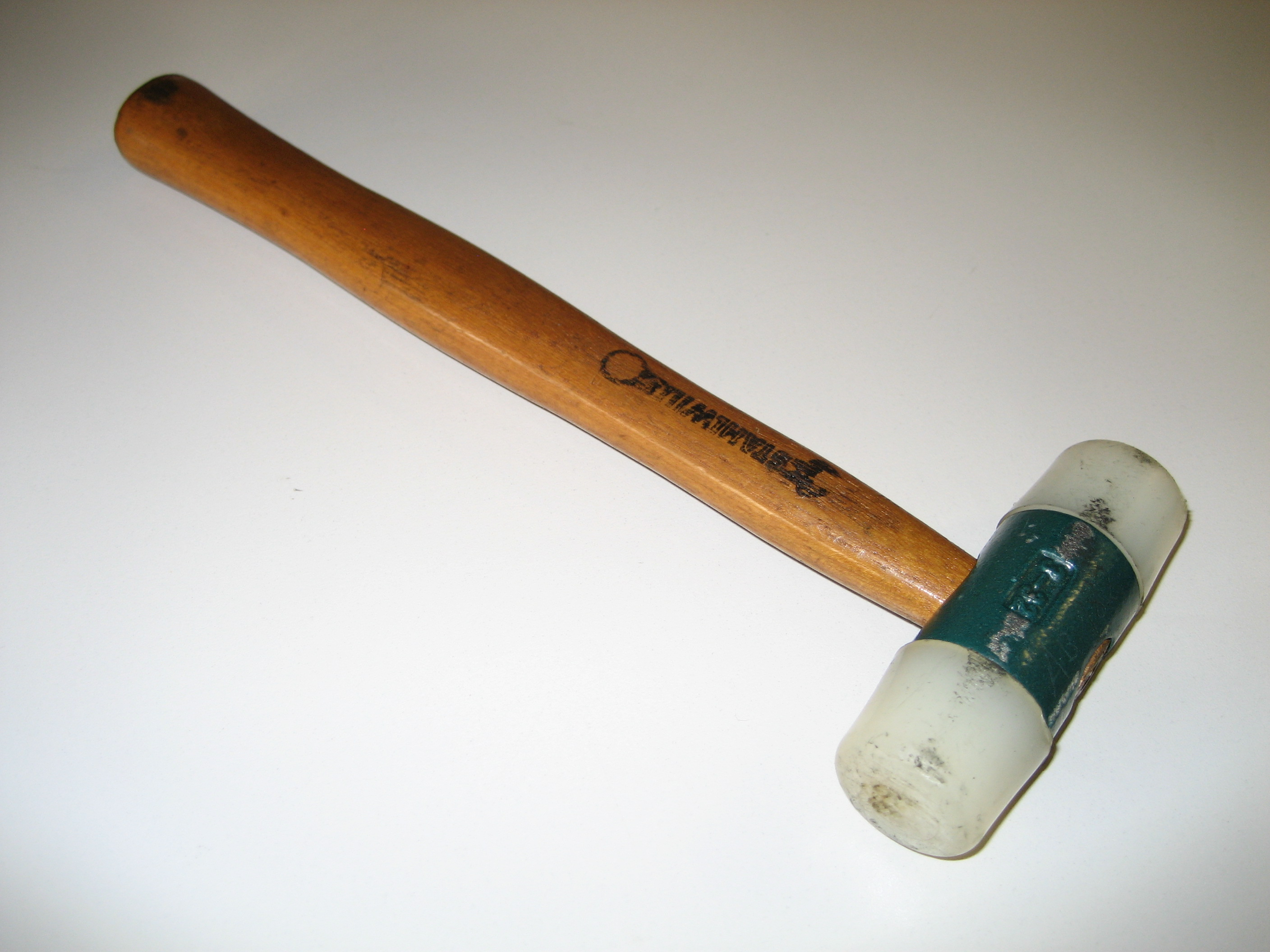
Martello con testa in plastica
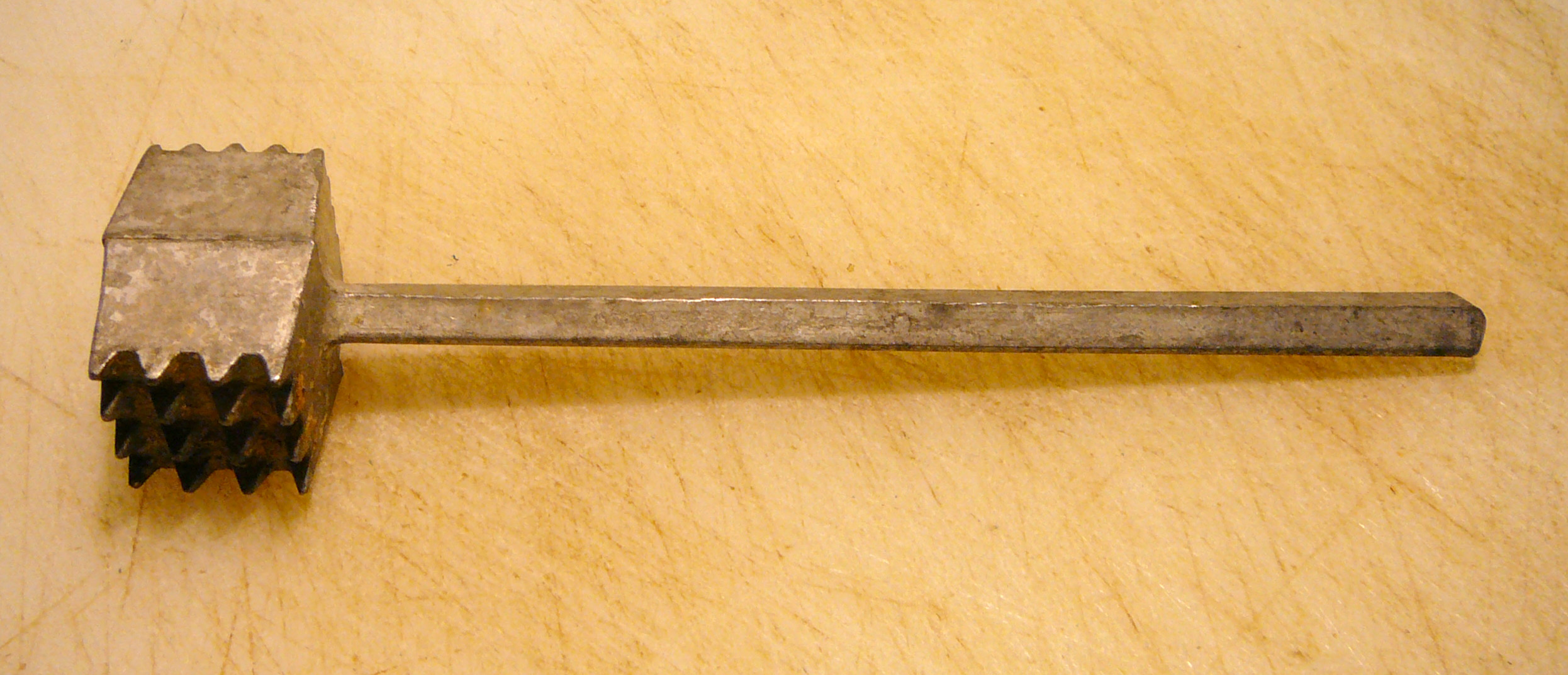
Martello da cucina, in alluminio, per battere la carne
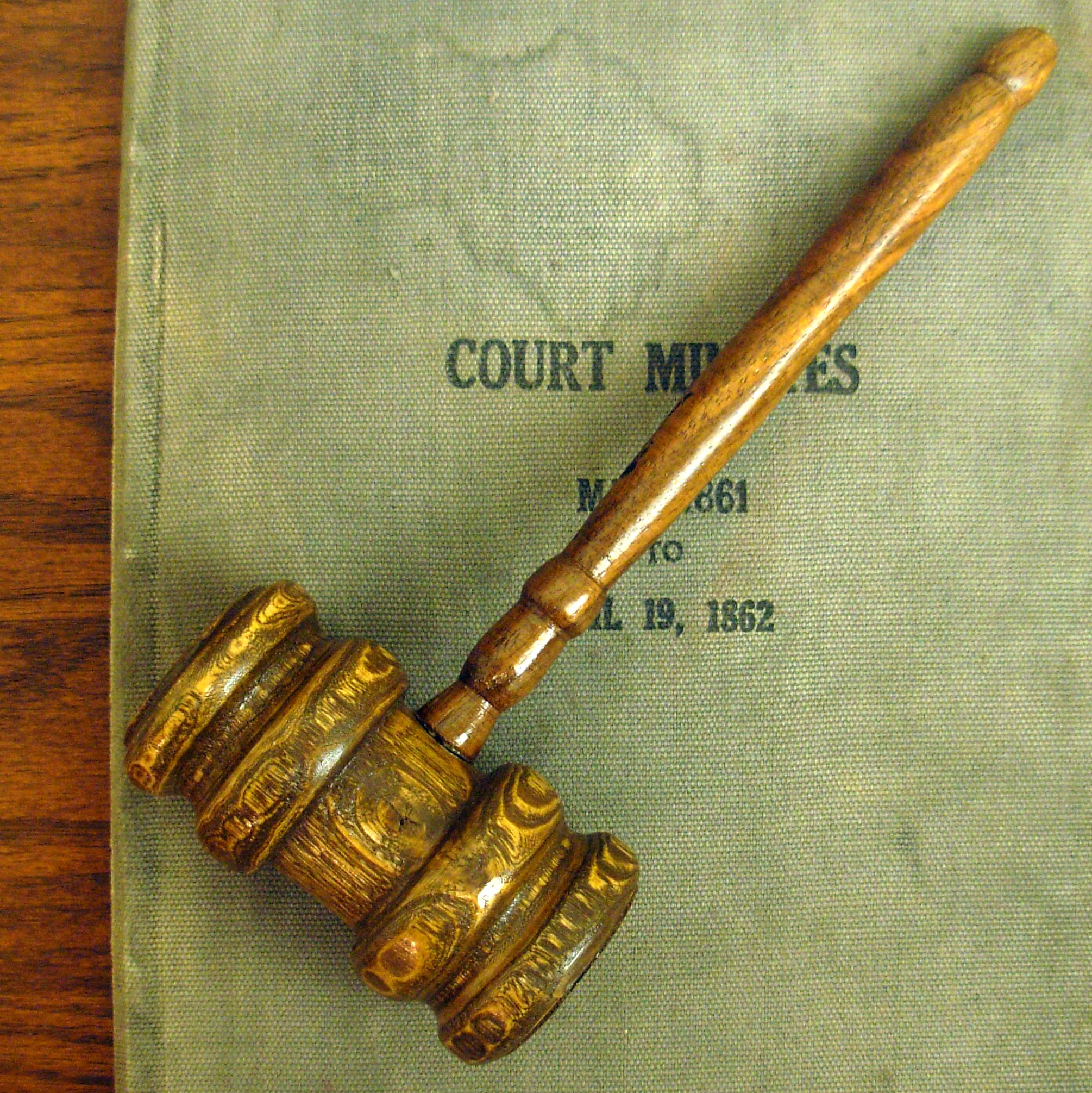
Martelletto da giudice
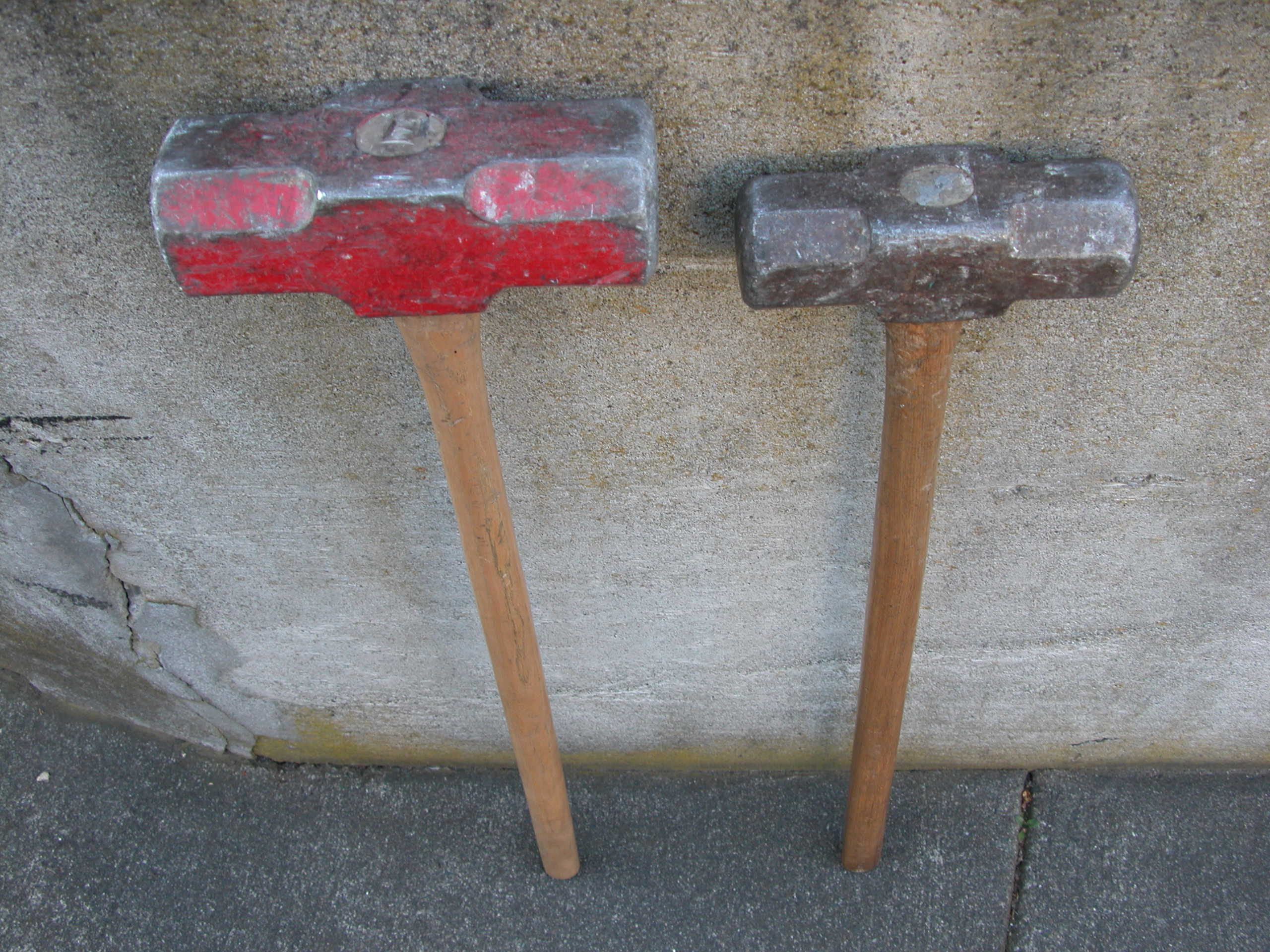
Maglio/Mazza